# べた基礎
べた基礎（べたきそ）とは、建築物や設備機械の直下全面を板状の鉄筋コンクリートにした基礎をいう。

## 概要
布基礎と比べ基礎底面の面積が大きいので、荷重を分散させ地盤やスラブに伝えることができ、不同沈下に対する耐久性や耐震性を増すことが可能となるが、コストは掛かり増しとなる。主に建築物が重い場合や地耐力が小さい場合に用いられ、必要に応じて杭を設ける。また、床下全面が鉄筋コンクリートになるので防湿対策にもなる。
従来は、プレハブ住宅やツーバイフォー住宅などに採用されてきたが、1990年代後半から防湿性のメリットから木造軸組構法にも採用される例が出てきた。